# Флавий Виктор (консул)
Флавий Виктор (лат. Flavius Victor) — римский полководец и консул IV века.

## Биография
Виктор по происхождению был сарматом, но он был крещён и стал христианином. При императоре Констанции II он служил на Востоке. После вступления на престол Юлиана, Виктор был назначен комитом и принял участие в персидском походе. 26 июня 363 года Юлиан скончался. Полководцы Флавий Аринфей, Дагалайф и Виктор избирают императором Иовиана. Вскоре тот скончался. Когда императором стал Валент II, Виктор был назначен на должность магистра пехоты и воевал против персов. В 369 году Виктор был в составе посольства к правителю готов. В том же году он стал консулом с Галатом.
В 378 году Виктор участвовал в битве под Адрианополем, где римская армия потерпела сокрушительное поражение. Виктор безуспешно пытался спасти императора Валента, но тот погиб, а он сообщил о потерях Грациану. После этого полководец переехал с семьей в Антиохию.